# Martinské predhorie
Martinské predhorie je geomorfologická část Lůčanské Fatry.

## Vymezení
Nachází se ve východní části podcelku a zabírá pás území na přechodu Malé Fatry a Turčianské kotliny. Představuje území výběžků Lúčanské Fatry, příčně podkopávány údolími  a na severu sahá po martinskou část Stráne, jižní hranici vymezuje Valčianská dolina. Západně strmě vystupují Lúčanské Veterné hole a východním směrem navazuje Valčanská pahorkatina. 